# Торвискоза
Торвиско̀за (на италиански: Torviscosa; на фриулски: Tor di Zuin, Тор ди Дзуин) е малко градче и община в Северна Италия, провинция Удине, автономен регион Фриули-Венеция Джулия. Разположено е на 3 m надморска височина. Населението на общината е 3024 души (към 2010 г.).